# Stazione di Copenaghen Centrale
La stazione di Copenaghen Centrale (in danese Københavns Hovedbanegård, abbreviata in København H) è la principale stazione ferroviaria di Copenaghen, capitale della Danimarca. La stazione è gestita da Danske Statsbaner.